# Karolinka
Karolinka (deutsch Karolinenhütte) ist eine Stadt in Tschechien. Sie liegt 18 Kilometer östlich von Vsetín und gehört zum Okres Vsetín.

## Geographie
Karolinka befindet sich im Tal der Vsetínská Bečva zwischen den Bergen der Vsetínské vrchy im Norden und dem Javorník-Gebirge im Süden. Durch den Ort führt die Straße 487 von Ústí zum Makovský průsmyk (Makov-Pass) und die Eisenbahnnebenstrecke Vsetín–Velké Karlovice. Südlich der Stadt liegt die der Wasserversorgung dienende Talsperre Karolinka, in der die Velká Stanovnice gestaut wird.
Nachbarorte sind Kobylská und Raťkov im Norden, Bzové, Volkovo, Pluskoveček, Kyčerka und Velké Karlovice im Osten, Strčková und Na Kání im Südosten, Stanovnice, Zabitá, Matláci, Velká Vranča und Dolní Vranča im Süden, Nový Hrozenkov im Südwesten sowie Planisko und Brodské im Westen.

## Geschichte
Bis in die zweite Hälfte des 19. Jahrhunderts war das Tal der Vsetínská Bečva an der Einmündung der Velká Stanovnice unbesiedelt. Der aus einer bedeutenden Glasmacherfamilie stammende Salomon Reich (1814–1900) errichtete oberhalb von Nový Hrozenkov in den Jahren 1862/63 eine neue Glashütte, die er nach seiner Stiefmutter Karolinenhütte benannte. Um die Glasfabrik entstand eine Ansiedlung, die ebenfalls den Namen Karolinina Huť/Karolinenhütte erhielt. 1908 erhielt Karolinenhütte mit der Lokalbahn Wsetin–Groß-Karlowitz einen Bahnanschluss.
Am 1. Januar 1949 wurde Karolinina Huť aus der Gemeinde Nový Hrozenkov herausgelöst und bildete eine eigene Gemeinde. Am 21. Juni 1951 erfolgte die Umbenennung in Karolinka.
Zwischen 1977 und 1986 wurde für die Trinkwasserversorgung von Teilen des Okres Vsetín und Zlín die Talsperre Velká Stanovnice errichtet. Sie fasst 7,5 Mio. m³ Wasser und hat eine Fläche von 50 ha. Seit dem 4. Juni 1998 ist Karolinka eine Stadt.
Die Glashütte gehörte später zu Crystalex. 2020 endete die Produktion in Karolinka, da sie zur Unternehmenszentrale nach Nový Bor verlegt worden ist.

## Stadtgliederung
Für die Stadt Karolinka sind keine Ortsteile ausgewiesen. Zu Karolinka gehörend die Ansiedlungen Bzové, Kobylská, Rákošové, Raťkov und Stanovnice.